# Jeroesalimovo
Jeroesalimovo (Bulgaars: Йерусалимово) is een dorp in het zuiden van Bulgarije. Het dorp is gelegen in de gemeente Ljoebimets in de oblast Chaskovo. Het dorp ligt 45 km ten zuidoosten van Chaskovo en 245 km ten zuidoosten van Sofia. 

## Bevolking
Op 31 december 2020 telde het dorp 97 inwoners, een daling ten opzichte van het maximum van 616 personen in 1956.
| Bevolkingsontwikkeling tussen 1934 en 2020          |
| --------------------------------------------------- |
|                                                     |
| Bron: Nationaal Statistisch Instituut van Bulgarije |

Het dorp wordt nagenoeg uitsluitend bewoond door etnische Bulgaren, maar er is ook een kleine minderheid van Roma.
| Etnische samenstelling van de respondenten (2011) | Etnische samenstelling van de respondenten (2011) | Etnische samenstelling van de respondenten (2011) | Etnische samenstelling van de respondenten (2011) | Etnische samenstelling van de respondenten (2011) |
| ------------------------------------------------- | ------------------------------------------------- | ------------------------------------------------- | ------------------------------------------------- | ------------------------------------------------- |
|                                                   |                                                   |                                                   |                                                   |                                                   |
| Bulgaren                                          | Bulgaren                                          |                                                   | 94,9%                                             | 94,9%                                             |
| Turken                                            | Turken                                            |                                                   | 0,0%                                              | 0,0%                                              |
| Roma                                              | Roma                                              |                                                   | 4,3%                                              | 4,3%                                              |
| Anders/Onbekend                                   | Anders/Onbekend                                   |                                                   | 0,8%                                              | 0,8%                                              |